# Brioschi

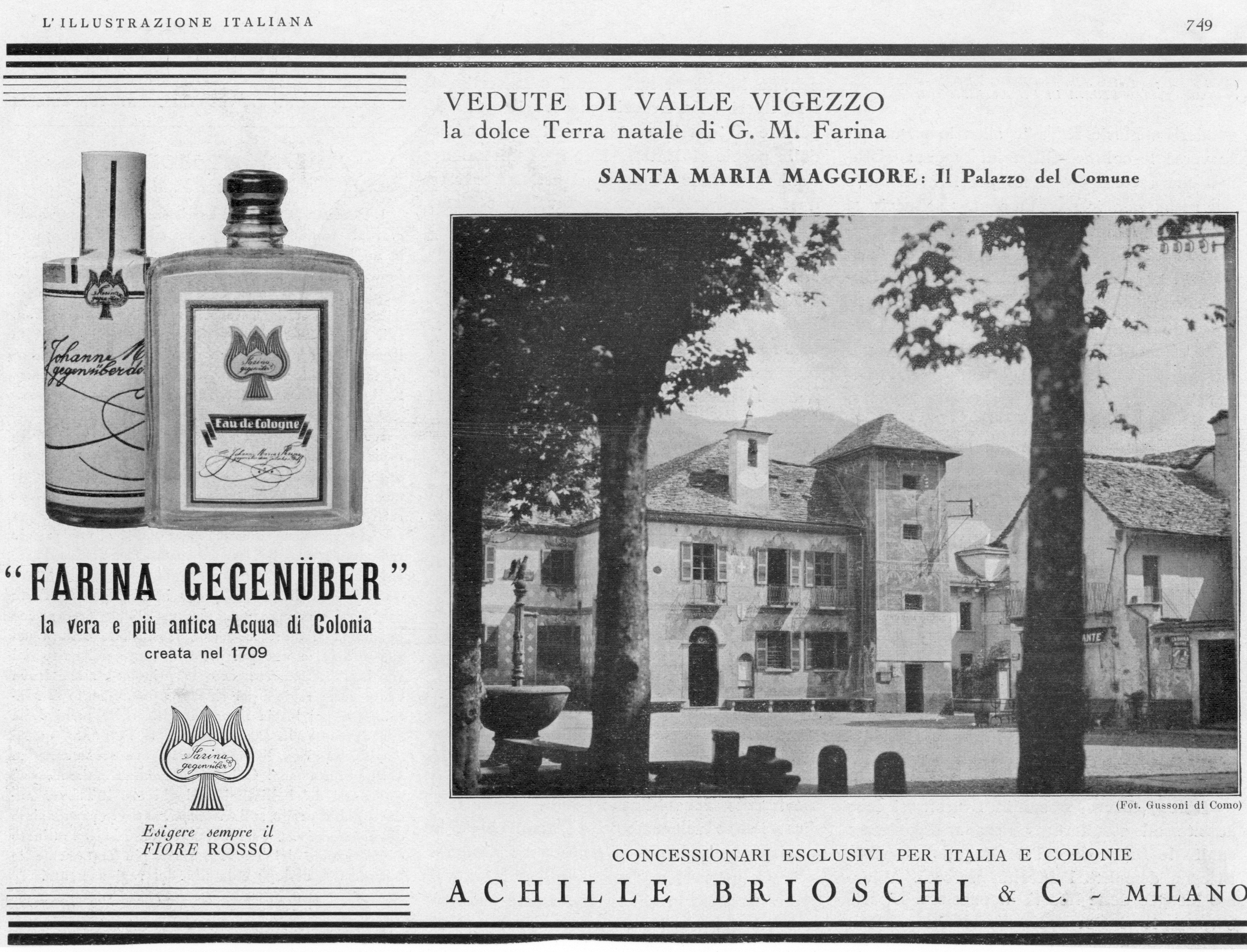
Anuncio de una Eau de Colonia que Brioschi distribuyó en Italia y sus colonias

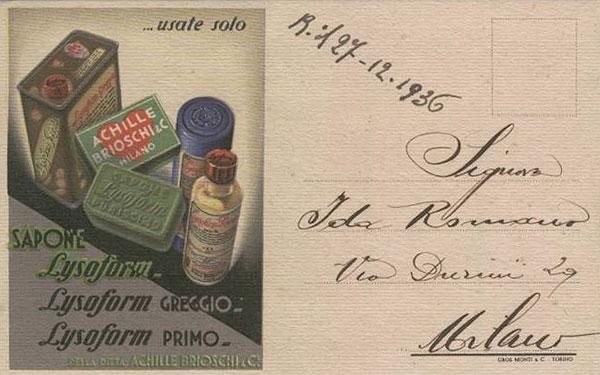
Postal publicitaria de jabones Achille Brioschi Lysoform

Brioschi es una empresa italiana fundada en 1907 como Achille Brioschi & C. para "producir y comercializar productos químicos"; en 1914 la sociedad cotizó en la bolsa de Milán.

## Historia
Los orígenes de la empresa se remontan a 1880 cuando Achille Antonio Brioschi (1860–1942), que había sido aprendiz en varios fabricantes de productos químico-farmacéuticos y de agua de Colonia, inició la producción a pequeña escala del llamado efervescente Brioschi : unos polvos que, disuelta en agua, producía una bebida refrescante. No era un medicamento, ni se comercializaba como uno, aunque su idea derivó de productos efervescentes a base de citrato de magnesio que se habían originado en Reino Unido. El negocio creció y el producto encontró varios mercados de exportación de los que el primero fue Brasil. Las filiales se establecieron en Estados Unidos en 1894 y en la esquina suiza del Ticino en 1897. En 1907 el negocio se transformó en la empresa Achille Brioschi & C. El popular analgésico cachet Brioschi, basado en el kalmine de Paul Métadier de Tours, fue introducido en 1911; otras líneas de productos incluían desinfectantes a base de lisoforma, el agua de Colonia Johann Maria Farina y fármacos contra la malaria. En 1914 la compañía cotizó en la bolsa de Milán.

## Antiácido
El producto característico de la compañía era un antiácido efervescente que utilizaba bicarbonato de sodio como agentes activos vendido en una botella azul.
Una rama, la empresa norteamericana Brioschi Pharmaceuticals, LLC, continuó comercializando el antiácido efervescente en Estados Unidos, pero el negocio quebró y fue adquirido por otra empresa llamada Brioschi Pharmaceuticals International, LLC en 2010. Los nuevos propietarios trasladaron la sede y la fábrica de Fair Lawn, Nueva Jersey, a Syracuse, Nueva York en 2011 en un intento de reiniciar el negocio, pero declararon la quiebra involuntaria en octubre de 2013.

## En la cultura
El narrador de la novela de Umberto Eco La misteriosa llama de la reina Loana describe el uso de Effervescente Brioschi — para transformar el agua normal del grifo en un agua mineral hecha en casa que recuerda el agua de Vichy.